# Anna Pabinger
Anna Pabinger (* 28. Oktober 1988 als Anna Przybilla in Hafeld) ist eine österreichische Triathletin und Leichtathletin. Sie ist amtierende Staatsmeisterin auf der Triathlon-Mitteldistanz (2024, 2025) und zweifache Europameisterin auf der Triathlon-Sprintdistanz AK 25–29 (2016, 2017).

## Werdegang
Anna Przybilla wurde 2016 Europameisterin auf der Triathlon-Sprintdistanz in der Altersklasse 25–29.
Im Juni 2017 wurde sie Vizeeuropameisterin auf der olympischen Distanz und eine Woche später erneut Europameisterin auf der Triathlon-Sprintdistanz.
Im September konnte sie auf der Mitteldistanz den Ironman 70.3 Pula gewinnen (1,9 km Schwimmen, 90 km Radfahren und 21,1 km Laufen). 
Seit ihrer Hochzeit mit Daniel Pabinger im August 2018 startet sie als Anna Pabinger.
Bei den Österreichischen Staatsmeisterschaften im Halbmarathon belegte sie 2020 den dritten Rang und im April 2021 wurde sie Dritte bei den österreichischen Meisterschaften im 10-km-Straßenlauf – hinter Julia Mayer und Sandrina Illes.

2023 gewann Anna Pabinger beim Salzburg-Marathon im Halbmarathon in 1:20:15 Stunden.
Sie wird seit November 2023 trainiert von Robert Cvek.
Im Mai 2024 wurde die 35-jährige Oberösterreicherin im Rahmen der Challenge St. Pölten österreichische Staatsmeisterin auf der Triathlon-Mitteldistanz und im Juli 2025 konnte sie diesen Titel im Rahmen des Trumer Triathlon erfolgreich verteidigen.
Anna Pabinger studierte an der Medizinischen Universität und arbeitet in der Unfallchirurgie im LKH Vöcklabruck. Sie lebt mit ihrem Mann und zwei Kindern in Wels.

## Sportliche Erfolge
| Datum/Jahr    | Rang | Wettbewerb                                       | Austragungsort | Zeit     | Bemerkung |
| ------------- | ---- | ------------------------------------------------ | -------------- | -------- | --- |
| 25. Juni 2017 | 1    | ETU Sprint Triathlon European Championship 25–29 | Düsseldorf     | 01:13:50 | Triathlon-Europameisterin Sprintdistanz (750 m Schwimmen, 20 km Radfahren und 5 km Laufen)                                                   |
| 17. Juni 2017 | 2    | ETU Triathlon European Championship 25–29        | Kitzbühel      | 02:19:30 | Triathlon-Europameisterschaft olympische Distanz (1,5 km Schwimmen, 40 km Radfahren und 10 km Laufen); hinter der Deutschen Leonie Konczalla |
| 2. Juli 2016  | 2    | Steeltownman                                     | Linz           |          | Zweite auf der Kurzdistanz, hinter Romana Slavinec                                                                                           |
| 27. Mai 2016  | 1    | ETU Sprint Triathlon European Championship 25–29 | Lissabon       | 01:08:52 | Triathlon-Europameisterin Sprintdistanz |
| 4. Juli 2015  | 1    | Steeltownman                                     | Linz           |          | Siegerin auf der Sprintdistanz |

| Datum/Jahr    | Rang | Wettbewerb                                       | Austragungsort | Zeit     | Bemerkung                                                         |
| ------------- | ---- | ------------------------------------------------ | -------------- | -------- | ----------------------------------------------------------------- |
| 25. Mai 2025  | 1    | ÖTRV Triathlon-Staatsmeisterschaft Mitteldistanz | St. Pölten     |          | Triathlon-Staatsmeisterin als Zweite bei der Challenge St. Pölten |
| 23. Juni 2024 | 5    | Challenge Walchsee-Kaiserwinkl                   | Walchsee       | 04:26:42 | hinter Julie Derron, als beste Österreicherin                     |
| 26. Mai 2024  | 1    | ÖTRV Triathlon-Staatsmeisterschaft Mitteldistanz | St. Pölten     | 04:37:36 | Triathlon-Staatsmeisterin als Fünfte bei der Challenge St. Pölten |
| 17. Sep. 2017 | 1    | Ironman 70.3 Pula                                | Pula           | 04:04:41 |                                                                   |
| 27. Aug. 2017 | 3    | Ironman 70.3 Zell am See-Kaprun                  | Zell am See    | 04:36:42 | als beste Österreicherin hinter Laura Philipp und Anja Beranek    |

| Datum/Jahr   | Rang | Wettbewerb                            | Austragungsort | Distanz      | Zeit     | Bemerkung                                                   |
| ------------ | ---- | ------------------------------------- | -------------- | ------------ | -------- | ----------------------------------------------------------- |
| 21. Mai 2023 | 1    | Salzburg-Marathon                     | Salzburg       | Halbmarathon | 01:20:15 |                                                             |
| Apr. 2021    | 3    | Staatsmeisterschaft 10-km-Straßenlauf | Wien           | 10 km        |          |                                                             |
| 4. Okt. 2020 | 3    | Staatsmeisterschaft Halbmarathon      | Salzburg       | Halbmarathon | 01:20:41 | beim „Jedermann-Lauf“ hinter Julia Mayer und Sandrina Illes |

(DNF – Did Not Finish)